# Dúbravka (Košice)
Dúbravka é um município da Eslováquia, situado no distrito de Michalovce, na região de Košice. Tem 10,21 km² de área e sua população em 2018 foi estimada em 682 habitantes.

## Demografia
| Ano:        | 1994 | 2004   | 2014   | 2024   |
| ----------- | ---- | ------ | ------ | ------ |
| Broj ljudi: | 703  | 661    | 693    | 663    |
| Razlika:    |      | -5,97% | +4,84% | -4,32% |

| Ano:               | 2023 | 2024   |
| ------------------ | ---- | ------ |
| Número de pessoas: | 659  | 663    |
| Diferença:         |      | +0,60% |